# Morley Cohen
Morley Cohen (* 18. November 1923 in Winnipeg; † 18. August 2005 ebenda) war ein kanadischer Chirurg.
Cohen studierte Medizin an der University of Manitoba mit dem Abschluss 1948 und an der University of Minnesota, an der er eine Ausbildung als Chirurg absolvierte (Medical Fellow 1951 bis 1953 und Research Assistant 1953/54) und 1954 promoviert wurde. 1955 war er dort Instructor. Danach war er wieder in Winnipeg an der University of Manitoba als Chirurg bis zu seiner Pensionierung 1987. Er war dort 1967 bis 1984 Leiter der Kardio- und Thoraxchirurgie.
Als Assistent im Forschungslabor von Clarence Walton Lillehei war er dort Anfang der 1950er Jahre mit Herbert E. Warden und Richard L. Varco an dessen wegweisenden Entwicklungen in der Chirurgie am offenen Herzen beteiligt, unter anderem eine Crossed Circulation genannte Technik der Blutversorgung, die bald darauf durch Herz-Lungen-Maschinen ersetzt wurde. Lilleihei, Varco, Warden und Cohen erhielten dafür 1955 den Lasker~DeBakey Clinical Medical Research Award. 